# 56-я армия (СССР)
56-я армия (56 А) — формирование РККА (оперативное войсковое объединение, армия) в составе Вооружённых Сил СССР во время Великой Отечественной войны.

## История

Карта командующего 56-й армии.

Сформирование армии началось в первые дни октября 1941 года на базе управления войск Северо-Кавказского военного округа. До 29 ноября 1941 года именовалась 56-я отдельная армия.
17 октября передовые подразделения 56 ОА заняли позиции в 25 км к западу от Ростова-на-Дону на линии Генеральское — Синявка. Перед армией ставилась задача сдержать наступление немецких войск в направлении столицы Дона и оказать содействие контрнаступлению соседней 9-й армии с целью окружения и ликвидации ударной группировки противника с дальнейшим выходом войск Южного фронта к реке Миус. Эти планы были сорваны мощным танковым ударом 1-й танковой армии генерала Клейста, совершившей прорыв на стыке 317-й и 353-й стрелковых дивизий в районе населённого пункта Большие Салы. К 20 ноября противнику ценой больших потерь удалось ворваться в город, вынудив войска 56-й армии отойти на левый берег Дона.
29 ноября 1941 года армия была передана в подчинение штабу Южного фронта, в составе которого приняла участие в Ростовской наступательной операции. Во взаимодействии с 9-й армией Южного фронта подразделения 56-й армии освободили Ростов-на-Дону и к середине декабря вышла к р. Миус, севернее Таганрога. В течение зимы 1941/42 года бои на Миус-фронте носили позиционный характер. В марте 1942 года подразделения 56 А начали наступательную операцию с целью разгрома покровско-таганрогской группировки противника и освобождения г. Таганрога и к концу месяца вышли на подступы к городу. В течение всего марта ударная армейская группировка вела напряжённые бои, но несмотря на большие потери своей главной задачи — освобождения Таганрога — выполнить не смогла. В апреле — первой половине июля соединения 56-й армии вели оборонительные бои на рубеже реки Самбек, но под ударами превосходящих сил противника были вынуждены отходить и 21 июля заняли оборону на 100-километровом участке фронта на рубеже Ростовского укреплённого района. Для наступления на них противник развернул две армии, в том числе танковую. Несмотря на героическое сопротивление частей 56-й армии, немецким войскам удалось оттеснить их на левый берег Дона и 24 июля 1942 года вновь овладеть Ростовом-на-Дону.
29 июля 1942 года армия была включена в состав Северо-Кавказского фронта, а с 5 сентября — в Черноморскую группу войск Закавказского фронта (2-го формирования). В её составе участвовала в оборонительных сражениях под Краснодаром и на туапсинском направлении. Ожесточённые бои подразделения армии вели на подступах к Краснодару в районе Пашковской переправы, где мужественно сражались воины 30-й Иркутской стрелковой дивизии. 12 августа по приказу командования дивизия оставила Краснодар. К 17 августа войска армии отошли на рубеж Безымянная — Крепостная — Дербентская (50 км восточнее Новороссийска), который удерживали до перехода в наступление. В сентябре-декабре 1942 г. армейские соединения совместно с 18-й и 47-й армиями Черноморской группы войск оборонялись на туапсинском направлении. В ходе Северо-Кавказской стратегической операции в январе 1943 г. армия наступала в направлении главного удара Черноморской группы войск Закавказского фронта. К 24 января вышла на подступы к Краснодару, но, встретив возросшее сопротивление противника, была вынуждена перейти к обороне. С 6 февраля во взаимодействии с другими силами Черноморской группы войск действовала в составе Северо-Кавказского фронта (2-го формирования).
В ходе Краснодарской операции 1943 года войска 56 А наступали южнее р. Кубань в направлении станицы Крымская. Преодолев ожесточённое сопротивление противника, к 11 марта вышли к заранее подготовленному рубежу обороны немецких войск. Попытка прорыва успеха не имела. В сентябре — октябре армия участвовала в Новороссийско-Таманской операции. В ходе упорных боёв была прорвана оборона противника на «Голубой линии», а затем преодолены ещё пять сильно укреплённых промежуточных оборонительных рубежей. 9 октября во взаимодействии с другими войсками Северо-Кавказского фронта был освобождён Таманский полуостров. В ноябре армия принимала участие в Керченско-Эльтигенской десантной операции, в ходе которой её первый десантный эшелон в ночь на 3 ноября силами Азовской военной флотилии был высажен на восточное побережье Керченского полуострова. В последующем, после высадки других десантных эшелонов, соединения армии успешно вели наступательные бои по захвату плацдарма, заняли Аджимушкай, к исходу 11 ноября подошли к Булганаку и северо-восточным окраинам Керчи. Встретив ожесточённое сопротивление резервных частей противника на заранее подготовленных позициях, после неоднократных попыток развить наступление 56 А перешла к обороне.
20 ноября 1943 года на базе 56-й армии была сформирована Отдельная Приморская армия.

## Состав армии

### К декабрю 1941 г.
- управление
- 31-я стрелковая дивизия.
- 39 корпусный артиллерийский полк
- 106-я стрелковая дивизия.
- 317-я Бакинская стрелковая дивизия.[1]
- 339-я стрелковая дивизия[2][3]
- 343-я стрелковая дивизия.[4][5]
- 347-я стрелковая дивизия.[6]
- 353-я стрелковая дивизия.[7]
- 302-я горнострелковая дивизия.
- 13-я стрелковая бригада.
- 16-я стрелковая бригада.
- 62-я кавалерийская дивизия.
- 64-я кавалерийская дивизия.
- 68-я кавалерийская дивизия.[8]
- 70-я кавалерийская дивизия.
- 6-я танковая бригада.
- 81-й отдельный танковый батальон.
- 7-й дивизион бронепоездов.[9]
- отдельный Донской отряд кораблей Азовской военной флотилии.[10]
- Севастопольское военно-морское училище.
- 1-е и 2-е Краснодарские пехотные училища.[11]
- военный гарнизон города Ростов-на-Дону (общей численностью 6392 человека) в составе:
  - 1-е Ростовское артиллерийское училище ПТА
  - Ростовское военно-политическое училище СКВО
  - Окружные курсы партийно-политических работников
  - 33-й мотострелковый полк
  - 230-й конвойный полк НКВД
  - Ростовский коммунистический полк
  - Ростовский стрелковый полк народного ополчения

Также в состав армии входили отдельные артиллерийские и миномётные части, сапёрные батальоны, подразделения связи и тылового обеспечения.

### К марту 1942 г.
В состав армии были включены:
- 30-я стрелковая дивизия.
- 39 корпусный артиллерийский полк
- 63-я танковая бригада.[13]
- 3-й гвардейский стрелковый корпус в составе:
  - 2-я гвардейская стрелковая дивизия.[14]
  - 68-я морская стрелковая бригада.
  - 76-я морская стрелковая бригада.
  - 78-я морская стрелковая бригада.
  - 81-я морская стрелковая бригада[15].

### К январю 1943 г.
- 3-й гвардейский стрелковый корпус.
- 10-й гвардейский стрелковый корпус.
- 32-я гвардейская стрелковая дивизия.
- 39 корпусный артиллерийский полк
- 55-я гвардейская стрелковая дивизия.
- 61-я стрелковая дивизия.[16]
- 337-я стрелковая дивизия.
- 383-я стрелковая дивизия.
- 394-я стрелковая дивизия.
- 20-я горнострелковая дивизия.
- 83-я горнострелковая дивизия.
- 242-я горнострелковая дивизия.
- 4-я гвардейская стрелковая бригада.
- 5-я гвардейская стрелковая бригада.
- 6-я гвардейская стрелковая бригада.
- 7-я гвардейская стрелковая бригада.
- 9-я гвардейская стрелковая бригада.
- 16-я стрелковая бригада (2-го формирования ?).
- 111-я стрелковая бригада.
- 92-я танковая бригада.[17]
- ? — танковая бригада.
- 257-й отдельный танковый полк.

Также в состав армии входили два отдельных танковых батальона, четыре артиллерийских и три миномётных полка, группы гвардейских миномётов, десять инженерных и понтонных батальонов, 57-й отдельный зенитный артиллерийский дивизион ПВО, переправочный парк, подразделения связи и тылового обеспечения.

## Командование армии
Командующие
- Ремезов, Фёдор Никитич (октябрь 1941 — декабрь 1941), генерал-лейтенант.
- Цыганов, Виктор Викторович (декабрь 1941 — июль 1942), генерал-майор.
- Рыжов, Александр Иванович (июль 1942 — январь 1943), генерал-майор.
- Гречко, Андрей Антонович (январь 1943 — октябрь 1943), генерал-майор, с апреля 1943 г. — генерал-лейтенант.
- Мельник, Кондрат Семёнович (октябрь 1943 — ноябрь 1943), генерал-лейтенант.

Начальники штаба
- полковник Бармин, Александр Иванович (ноябрь 1941);
- генерал-майор Арушанян, Баграт Исаакович (ноябрь 1941 — июнь 1942);
- полковник, генерал-майор Чирков, Пётр Михайлович (июнь — сентябрь 1942);
- генерал-майор Иванов, Николай Петрович (сентябрь — ноябрь 1942);
- полковник Кристальный, Наум Самойлович (ноябрь 1942 г. — январь 1943);
- генерал-майор Харитонов, Андрей Александрович (январь — ноябрь 1943)

Члены Военного Совета
- корпусной комиссар Мельников, Семён Иванович
- бригадный комиссар, полковник Комаров, Григорий Афанасьевич
- бригадный комиссар Гольдинштейн, Яков Владимирович
- полковник Мальцев, Евдоким Егорович

Начальники тыла
- дивизионный комиссар Николаев, Иван Карпович